# Brittnau
Brittnau (schweizertyska: Brittnou) är en ort och kommun i distriktet Zofingen i kantonen Aargau, Schweiz. Kommunen har 4 257 invånare (2023).